# فنسنت آيك
فنسنت آيك (بالهولندية: Vincent Icke)‏ (و. 1946 – م) هو كاتب العمود، وعالم فلك، وكاتب، وأستاذ جامعي من مملكة هولندا.

## مناصب وهيئات
أدار جامعة أوتريخت، وجامعة ليدن.